# Бойковские говоры
Бойко́вские го́воры (также севернокарпатские говоры, северноподкарпатские говоры; укр. бойківський говір, північнокарпатський говір, північнопідкарпатський говір) — говоры украинской субэтнической группы бойков, распространённые на территории западной Украины (в горных районах южной части Львовской и западной части Ивано-Франковской области). Вместе с закарпатскими и лемковскими говорами входят в состав архаичной группы карпатских говоров юго-западного наречия украинского языка.
Некоторые особенности бойковских говоров отмечаются в творчестве И. Я. Франко.

## Область распространения
Ареал бойковских говоров размещён в горных районах западной части Украины на северо-восточных склонах Карпат. Данный диалектный ареал представляет собой историко-этнографическую область Бойковщину, населённую представителями одной из карпатских субэтнических групп — бойками. Согласно современному административному делению Украины, эта территория охватывает южную часть Львовской области и западную часть Ивано-Франковской области. Юго-западная граница бойковского ареала отчасти проходит по административной границе Закарпатской области со Львовской и Ивано-Франковской областями, при этом некоторые сёла, в которых распространены бойковские говоры, размещаются вблизи этой границы на закарпатской стороне. Кроме того, небольшая крайне западная часть бойковского ареала находится на территории Польши в Подкарпатском воеводстве — в приграничных районах с Украиной.
Ареал бойковских говоров находится в окружении ареалов других групп говоров юго-западного украинского наречия. На севере бойковские говоры распространены на границе с посанскими говорами, на северо-востоке и востоке бойковский ареал граничит с областью распространения поднестровских говоров, на востоке и юго-востоке — с ареалом гуцульских говоров. На юге и юго-западе к ареалу бойковских говоров примыкает ареал закарпатских говоров, на западе (на северных склонах Карпат) — ареал лемковских говоров, размещённый на территории Польши.

## Особенности говоров
Основные фонетические особенности бойковских говоров:
1. Наличие шестифонемного ударного вокализма, включающего гласные /і/, /и/, /е/, /а/, /о/, /у/.
2. Узкая артикуляция гласной /ê/ в позиции перед мягкими согласными: тêпêр’ «теперь», двêр’і, дêн’, нêс’ка.
3. В ряде говоров в ударной позиции перед ў гласная /а/ лабиализуется и произносится как [ао]: даоў, ла́оўка, за́оўтра.
4. В новых закрытых слогах *о, *е > [і], перед которым согласные смягчаются: н’іч, сн’іп, с’іл’, с’імэ.
5. В безударных слогах сохраняется различение гласных [е] : [и]
6. Гласная /и/ в ряде позиций произносится как [ы], иногда как лабиализованный [ыо] (быкы́, пыў, мыу, хыожа, мыоло, сыон); в некоторых говорах на месте /и/ встречается произношение гласной [о]: во́чеши (укр. литер. вичеши), сла́во (укр. литер. слави), боў (укр. литер. був), а в западной части бойковского ареала иногда и [а] — ха́жа (укр. литер. хижа).
7. Сохранение мягкости шипящих согласных: ч’ас, ж’ал’, меж’á, н’іж’, ч’áри, ш’áпка.
8. Переход /л/ в конце слога и слова в ряде говоров в [ў]: віў (укр. литер. віл), ст’іў (укр. литер. стіл), орéў (укр. литер. орел), скáўка (укр. литер. скалка), горíўка (укр. литер. горілка).
9. Ассимиляция по назальности в ряде говоров — вн > мн: др’імньíй, р’íмний, поутр’íмний.
10. Отсутствие эпентезы [л] после губных согласных: л’ýбйу, ўхôпйу.
11. Ударение динамическое, отмечается тенденция в глагольной парадигме к ударению на основе: ка́жу — ка́жеш — ка́же, про́шу — про́сиш, бу́ла — бу́ли, не́сла — не́сло — не́сли и т. д.

Основные морфологические явления, присущие бойковской группе говоров:
1. У существительных мужского рода в форме родительного падежа единственного числа отмечаются окончание -а: ста́ва, с’н’íга. У существительных женского рода бывших -й- основ в форме родительного падежа единственного числа отмечаются окончания -и или -е: до цер’кви, цер’кве; кыр’ве, кыр’ви (укр. литер. крові).
2. У существительных мужского и среднего рода в форме дательного падежа единственного числа наряду с окончанием -у распространено также кончание -ови: бра́тови, селови.
3. В творительном падеже единственного числа у существительных женского рода и согласуемых с ними прилагательных и местоимениях как правило отмечаются флексии -оў, -еў: межéў, сóлеў, землéў, крýчеў, а в творительном падеже единственного числа у существительных мужского рода на -ец’ и среднего рода с основами на -ц- преобладает флексия -ом: пáл’ц’ом, сóнц’ом и т. д.

В бойковских говорах распространена своеобразная лексика: праще (укр. литер. покоління), туний (укр. литер. дешевий), опліччя (укр. литер. сорочка), жали́ва (укр. литер. кропива «крапива»), за́пинка (укр. литер. запаска), змі́ткы (укр. литер. старі черевики) и т. д.